# شو تاناکا
شو تاناکا (ژاپنی: 田中 憧؛ زادهٔ ۲۱ نوامبر ۱۹۹۴) یک بازیکن فوتبال اهل ژاپن است.
از باشگاه‌هایی که در آن بازی کرده‌است می‌توان به باشگاه فوتبال ایواته گرولا موریوکا اشاره کرد.